# Comercio exterior entre Bolivia y Catar
El comercio exterior entre Bolivia y Catar se define al comercio internacional que mantienen bilateralmente el Estado Plurinacional de Bolivia con el Estado de Catar en el intercambio de diferentes productos, bienes y servicios.
En la siguiente tabla se muestra la evolución histórica del comercio exterior entre Bolivia y Catar durante los diferentes años y las décadas.
| Año  | Exportaciones de Bolivia a Catar |
| 1993 | US$ 391.000 dólares              |
| 2000 | US$ 1.580.000 dólares            |
| 2004 | US$ 2.700 dólares                |
| 2005 | US$ 32.300 dólares               |
| 2006 | US$ 6.630 dólares                |
| 2007 | US$ 62.000 dólares               |
| 2008 | US$ 23.700 dólares               |
| 2010 | US$ 172.000 dólares              |
| 2013 | US$ 123.000 dólares              |
| 2014 | US$ 216.000 dólares              |
| 2015 | US$ 264.000 dólares              |
| 2016 | US$ 196.000 dólares              |